# ارنان گاویریا
ارنان گاویریا (Hernan Gaviria زادهٔ ۲۷ نوامبر ۱۹۶۹) یک بازیکن فوتبال اهل کلمبیا بود که در حین بازی درگذشت.

وی در بازی با اصابت صاعقه درگذشت

## تیم ملی
وی همچنین در تیم ملی فوتبال کلمبیا بازی کرده‌است.